# 鉄砲巻き (富津市)
鉄砲巻き（てっぽうまき）は千葉県富津市の郷土料理。醤油で味付けしたカツオ節を具材にした太巻き寿司である。
見た目が鉄砲に似ていることから名付けられており、富津の漁師の携帯食、弁当として親しまれている。
「鉄砲巻き」と呼ばれる巻き寿司は日本各地で作られているが、その多くは干瓢を具材にした干瓢巻き、細巻き寿司である。さらに干瓢巻きは酢飯を使用するのに対し、富津市の鉄砲巻きは通常のご飯を用いる。そのため、おかかのおにぎりを細長くして片手でも食べやすくしたものと言うことができる。
富津市では市職員などが、恵方巻の代わりに鉄砲巻きを恵方を向いて食べ、海苔の豊漁や市の発展を祈ることも行われている。
2025年3月14日に文化庁の100年フードの「近代の100年フード部門」に認定された。